# Cryptanura trachodes
Cryptanura trachodes är en stekelart som beskrevs av Henry Keith Townes, Jr. 1966. Cryptanura trachodes ingår i släktet Cryptanura och familjen brokparasitsteklar. Inga underarter finns listade i Catalogue of Life.